# Hattem
Hattem é um município dos Países Baixos, situado na província da Guéldria. Tem 24,16 km² de área e sua população em 2020 foi estimada em 12.241 habitantes.